# Тит Статилий Север
Тит Статилий Север (на латински: Titus Statilius Severus) e политик и сенатор на Римската империя през 2 век.

## Биография
Север е син на Тит Статилий Максим (консул 144 г.), който произлиза от Сирия.
През 171 г. Север става консул заедно с Луций Алфидий Херениан.